# А теперь, дамы и господа
«А теперь, дамы и господа» (англ. And Now… Ladies and Gentlemen…) — триллер режиссёра Клода Лелуша, вышедший в 2002. В главных ролях снялись Джереми Айронс и известная французская певица Патрисия Каас. Патрисия Каас также записала песню с таким же названием в своём альбоме 2002 года Piano Bar. Фильм был показан вне конкурсной программы Каннского кинофестиваля — 2002.

## В ролях
| Актёр               | Роль              |
| ------------------- | ----------------- |
| Джереми Айронс      | Валентин Валентин |
| Патрисия Каас       | Джейн Лестер      |
| Тьерри Лермитт      | Тьери             |
| Алессандра Мартинес | Франсуаза         |
| Клаудия Кардинале   | мадам Фалконетти  |
| Амиду               | инспектор полиции |